# Rot am See
Rot am See là một thị xã ở huyện Schwäbisch Hall trong bang Baden-Württemberg thuộc nước Đức.